# 요쓰야역
요츠야역(일본어: 四ツ谷駅)은 일본 도쿄도 신주쿠구에 있는 JR 동일본 주오 선(쾌속 및 각역정차) 및 도쿄 지하철 마루노우치 선, 난보쿠 선이 환승하는 역이다. 도쿄 지하철 역 번호는 M12(마루노우치 선), N08(난보쿠 선)이다.

## 타는 곳

### JR
| 1 | 주오 선（쾌속）                             | 오차노미즈・도쿄 방면                                                                                       |
| 2 | 주오 선（쾌속・특급 - 카이지 121호만 해당） | 신주쿠・나카노・미타카・고쿠분지・다치카와・다카오・오쓰키・하이지마・오메・고후(특급)・마쓰모토(특급) 방면 |
| 3 | 주오・소부 선（각역정차）                   | 오차노미즈・긴시초・츠다누마・지바・도쿄（이른아침・심야만 해당） 방면                                      |
| 4 | 주오・소부 선（각역정차）                   | 신주쿠・나카노・미타카・다카오・오메（이른아침・심야만 해당） 방면                                          |

### 도쿄 지하철
| 1 | ○마루노우치 선 | 신주쿠・나카노사카우에・오기쿠보・나카노후지미초 방면             |
| 2 | ○마루노우치 선 | 긴자・오테마치・이케부쿠로 방면                                   |
| 3 | ○난보쿠 선     | 고라쿠엔・고마고메・오지・아카바네이와부치・우라와미소노 방면     |
| 4 | ○난보쿠 선     | 나가타초・시로카네 다카나와・메구로・무사시코스기 신요코하마 방면 |

## 사진

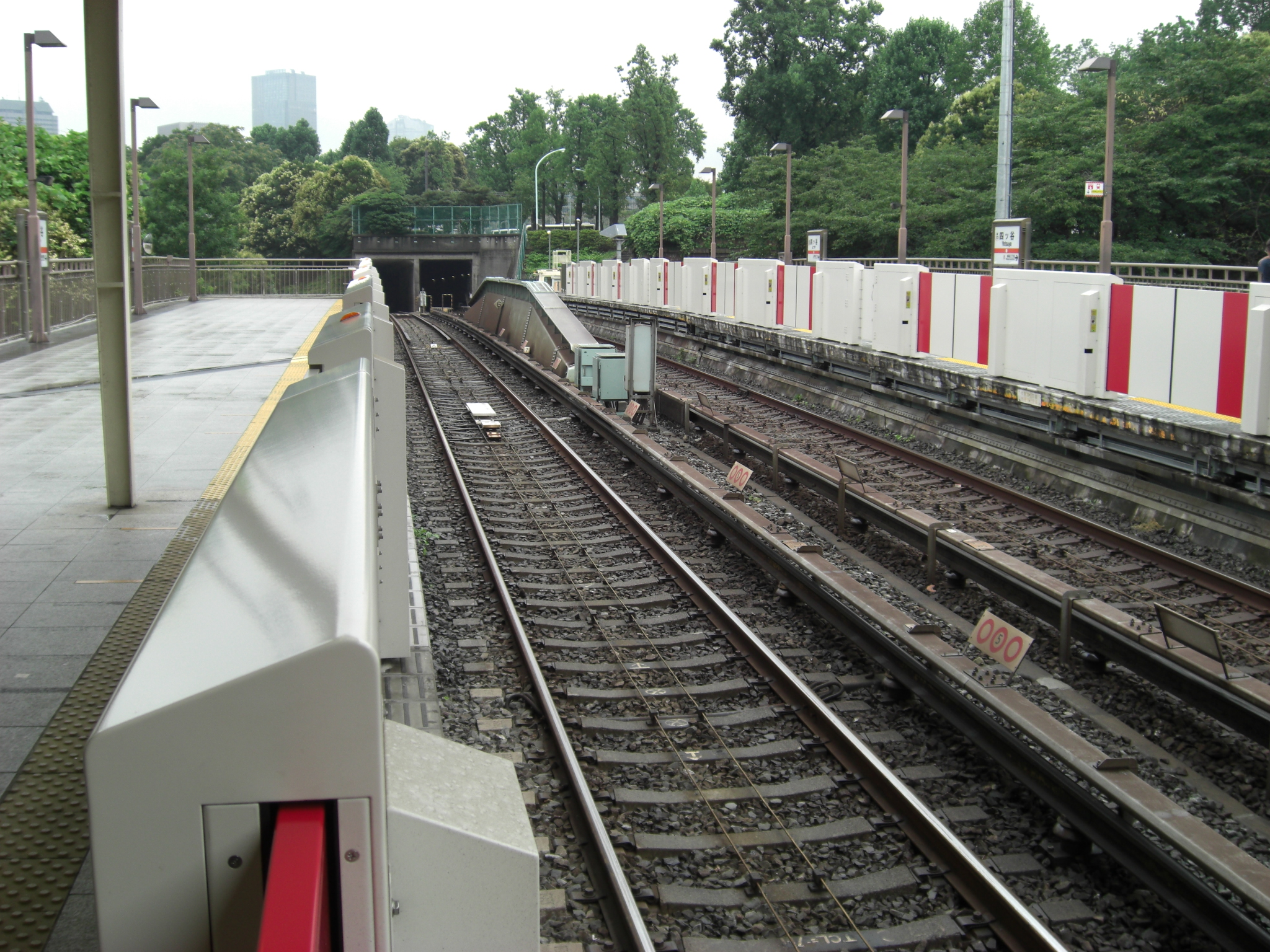
마루노우치선 플랫폼(2007년 7월 11일)

## 역 주변
- 영빈관
- 고지마치모토도리, 요츠야에키마에 우체국
- 조치 대학
- 일본 교육 대학원 대학
- 토목학회 본부
- 국도 제20호선
- 분카 방송 본사

## 역사
- 1894년 10월 9일: 신주쿠역 - 이다바시역간 개통.
- 1906년 10월 1일: 국유화에 의해 일본국유철도의 역이 됨.
- 1959년 3월 15일: 제도고속도교통영단 마루노우치 선 영업 개시.
- 1987년 4월 1일: 국유철도민영화. 주오 본선이 JR동일본 역이 됨.
- 1996년 3월 26일: 난보쿠 선 요츠야 역 - 고마고메역간 개통.
- 1997년 9월 30일: 난보쿠 선 요츠야 역 - 다메이케산노 역간 개통, 중간역이 됨.
- 1999년 5월 3일: 에이단에서 여성 역 직원이 심야 근무 개시.
- 2001년 11월 18일: Suica 사용 개시.
- 2004년 4월 1일: 영단지하철 민영화.
- 2007년
  - 3월 18일: PASMO 사용 개시.
  - 5월 18일: 마루노우치 선 스크린도어 사용 개시.
- 2010년 6월 23일: 도쿄 도 내로서는 JR을 통해 사상 최초의 여성역장이 착임.

## 인접역
| 동일본 여객철도 주오 본선      | 동일본 여객철도 주오 본선 | 동일본 여객철도 주오 본선          |
| ------------------------------ | ------------------------- | ---------------------------------- |
| JC 03 오차노미즈 도쿄 방면     | 주오 쾌속선               | JC 05 신주쿠 다카오 방면           |
| JB 15 이치가야 지바 방면       | 주오 · 소부 선 각역정차   | JB 13 시나노마치 미타카 방면       |
| 도쿄 메트로 4호선              |                           |                                    |
| M11 요츠야 3초메 오기쿠보 방면 | 마루노우치 선             | M13 아카사카미쓰케 이케부쿠로 방면 |
| 도쿄 메트로 7호선              |                           |                                    |
| N07 나가타초 메구로 방면       | 난보쿠 선                 | N09 이치가야 아카바네이와부치 방면 |